# Sidnei dos Santos Júnior
Sidnei dos Santos Júnior, genannt Sidão (* 9. Juli 1982 in São Caetano do Sul) ist ein brasilianischer Volleyballspieler.

## Karriere
Dos Santos begann seine Karriere 2001 bei EC Banespa. In den folgenden Jahren spielte er für AD Santo André und Sport Club Ulbra, ehe er 2005 zu Cimed Florianópolis wechselte. 2006 gewann der Mittelblocker mit der brasilianischen Nationalmannschaft die Weltliga. Anschließend wurde er vom italienischen Erstligisten Pallavolo Modena verpflichtet. 2007 gelang die Titelverteidigung in der Weltliga. Mit Modena siegte dos Santos im Challenge Cup 2008. 2009 kehrte er in die Heimat zurück und wechselte zu seinem heutigen Verein SESI São Paulo. Im gleichen Jahr gewann er mit Brasilien erneut die Weltliga und wurde außerdem Südamerikameister. Als Weltliga-Sieger trat die Nationalmannschaft auch bei der Weltmeisterschaft 2010 an und besiegte dort im Finale Kuba. 2011 wurde er mit São Paulo Brasilianischer Meister. Bei den Olympischen Spielen 2012 in London gewann er mit Brasilien die Silbermedaille.